# فرانك درو
فرانك درو (بالإنجليزية: Frank Drew)‏ هو ضابط أمريكي، ولد في 10 أكتوبر 1930 في سولت ليك في الولايات المتحدة.